# Benjamin Hassan
Benjamin Hassan (arabisch بنيامين حسن; * 4. Februar 1995 in Merzig, Deutschland) ist ein deutsch-libanesischer Tennisspieler. Er tritt im Davis Cup sowie bei Olympischen Spielen für den Libanon an.

## Karriere
Hassan spielte bis 2017 fast ausschließlich auf der ITF Future Tour und gewann dort bis Ende 2022 zwei Titel im Einzel und vier Titel im Doppel. Er trat bis Mitte 2021 unter deutscher Flagge an, spielte im Davis Cup 2018 aber für den Libanon, für den er eine Bilanz von 6:1 aufweist.
2017 zog er das erste Mal in die Top 1000 der Weltrangliste ein und konnte im Folgejahr nach einigen guten Resultaten auf der ATP Challenger Tour das Jahr auf Platz 407 beenden. Im Mai 2019 zog er in Aix-en-Provence in sein erstes Challenger-Viertelfinale ein und besiegte auf dem Weg dorthin mit Denis Istomin (Platz 103) seinen bislang am höchsten dotierten Gegner. Im Juni ging Hassan beim Challenger in Vicenza aus der Qualifikation heraus noch einen Schritt weiter und spielte sich ins erste Challenger-Halbfinale. In der Folgewoche in Prostějov stand er abermals im Viertelfinale, sodass er nach dem Turnier mit Platz 300 ein neues Karrierehoch erreichen konnte. In der Saison 2019 der 2. Bundesliga spielte Hassan für BASF TC Ludwigshafen. Anschließend wechselte er zum TK Kurhaus Aachen, für den er seitdem in der 1. Bundesliga aktiv ist.
Ende des Jahres 2020 wurde Hassan Deutscher Tennismeister, als er im Finale der nationalen Meisterschaften Elmar Ejupovic mit 4:6, 7:6 und 6:4 besiegte.
Nachdem die ATP auf dem Profil Hassans Mitte 2022 die deutsche Flagge zur libanesischen änderte, wechselte auch die ITF auf ihrem Profil im März 2023 die Flagge. Das passierte laut Hassan ohne Absprache mit ihm und ohne Zustimmung.
Im Oktober 2023 erreichte Hassan beim Turnier in Stockholm nach erfolgreich überstandener Qualifikation erstmals das Hauptfeld eines Turniers der ATP Tour. Seit November 2023 wird er wieder als deutscher Spieler geführt.
Nachdem er ab Juli 2024 wieder für den Libanon antrat, gewann er bei den Olympischen Sommerspielen 2024 in Paris als erster Libanese ein Einzelmatch des Tenniswettbewerbs. Er gewann sein Erstrundenmatch gegen Christopher Eubanks, bevor er in der zweiten Runde ausschied. Im Doppel schied er mit Hady Habib zum Auftakt aus.

## Erfolge
| Legende (Anzahl der Siege) |
| Grand Slam                 |
| ATP Finals                 |
| ATP Tour Masters 1000      |
| ATP Tour 500               |
| ATP Tour 250               |
| ATP Challenger Tour (3)    |

### Doppel

#### Turniersiege
| Nr. | Datum             | Turnier  | Belag     | Partner              | Finalgegner                       | Ergebnis |
| --- | ----------------- | -------- | --------- | -------------------- | --------------------------------- | -------- |
| 1.  | 7. September 2024 | Genua    | Sand      | David Vega Hernández | Romain Arneodo Théo Arribagé      | 6:4, 7:5 |
| 2.  | 23. November 2024 | Yokohama | Hartplatz | Saketh Myneni        | Blake Bayldon Calum Puttergill    | 6:2, 6:4 |
| 3.  | 5. April 2025     | Menorca  | Sand      | Sebastian Ofner      | Andrea Vavassori Matteo Vavassori | 7:5, 6:3 |